# Anthropophilie
Pour les articles homonymes, voir Anthropophilie (homonymie).
Ne doit pas être confondu avec  Sinanthrope.

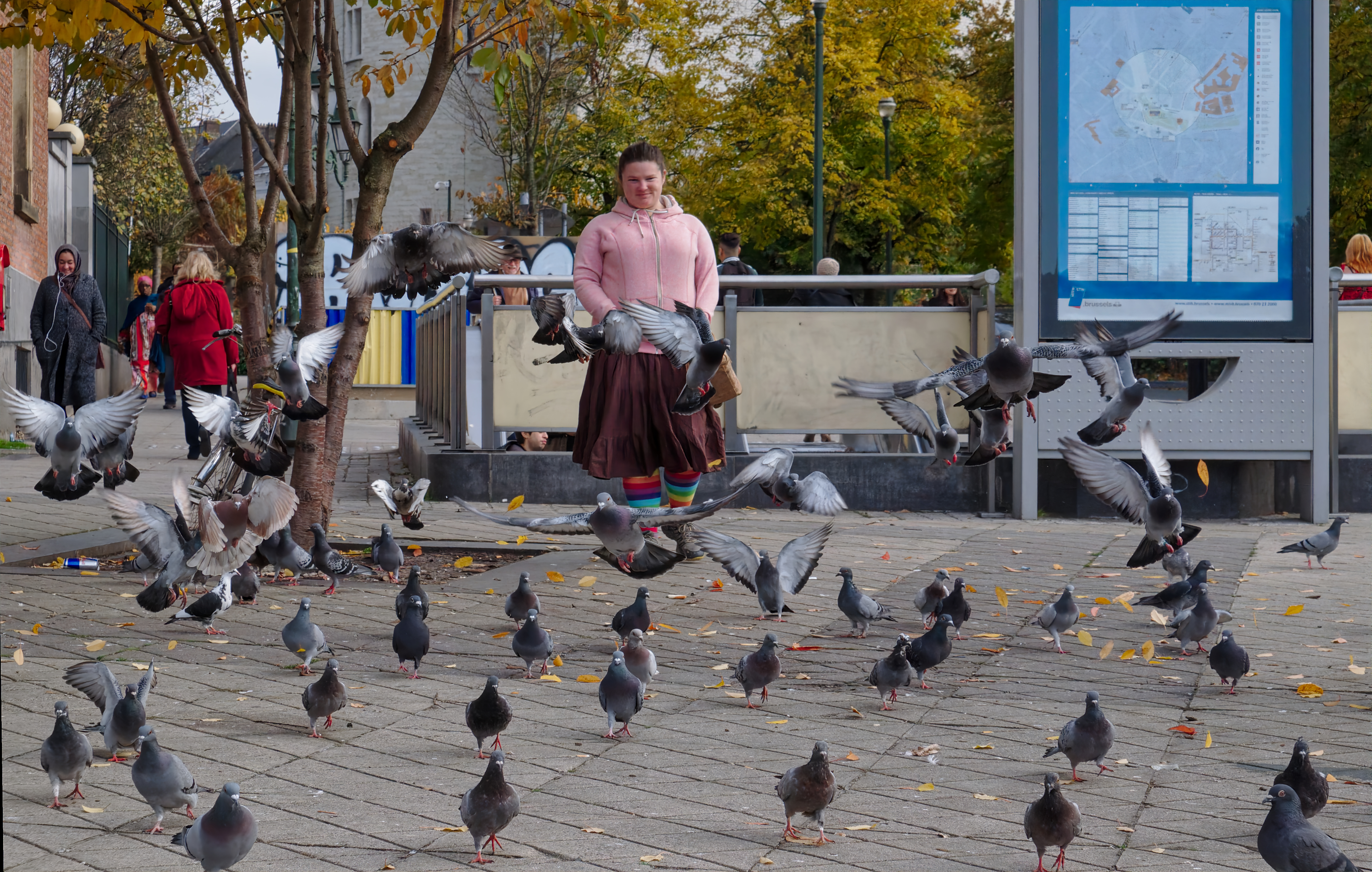
Pigeon biset (Columba livia) en ville, 2018 à Bruxelles)

L'anthropophilie (du grec ancien : ἅνθρωπος / ánthrōpos, « être humain », et φιλία / philía « amour »), ou encore synanthropie (du préfixe grec ancien syn- qui signifie « ensemble », « avec »), est un phénomène écologique décrivant un type particulier d'interaction durable. Dans ce phénomène, certaines espèces sauvages ou férales (animaux, plantes, micro-organismes) développent une tolérance envers la présence humaine, pouvant aller de la cohabitation occasionnelle ou circonstancielle jusqu'à la préférence voire la dépendance complète envers la présence humaine.
L'installation d'une espèce dans un milieu occupé par les humains et l'établissement de liens avec l'Homme et ses activités est le processus de synanthropisation qui se distingue du phénomène de la domestication, laquelle est basée sur une sélection artificielle (effectuée ou dirigée par l'Homme) ; ainsi que de l'apprivoisement, lequel ne concerne que des individus sauvages particuliers entretenant régulièrement une relation avec un humain identifié plutôt qu'un contact sans distinction avec des populations humaines.
Des synanthropes permettent parfois de recoloniser des espaces perturbés, mais peuvent devenir des espèces envahissantes. Les interprétations des causes et des effets de la synanthropisation sur la flore et la faune donnent lieu à de nombreux débats scientifiques.

## Biologie de l'évolution
Ces termes s'utilisent pour désigner le phénomène où une à plusieurs espèces se sont adaptées par sélection naturelle à une vie plus ou moins ajustée à la présence humaine.
La synanthropisation désigne pour un taxon (plante ou animal) l'établissement de liens avec l'homme et ses activités, l'adaptation de ces organismes aux milieux modifiés par l’homme, directement ou via un aménagement (par exemple à la suite du passage d'une ligne à haute tension dans la nature, récemment (2020) étudiée dans une aire protégée russe).

### Parasitologie
En parasitologie, l'anthropophilie est la préférence d'un parasite à parasiter l'être humain plutôt qu'un autre animal,.

### Un facteur d'émergence des épidémies?
L'Histoire humaine est émaillée de crises épidémiques dont les plus anciens témoignages remontent à l'Antiquité. Les espèces synanthropes, particulièrement côté animal, semblent souvent jouer un rôle de vecteur voire peut-être de déclencheur dans de nombreux épisodes épidémiques voire pandémiques (Peste antonine, grande Peste Noire, etc) -- bien qu'il s'agisse surtout d'hypothèses difficiles à valider définitivement du fait de l'éloignement chronologique et, en dehors de toute autopsie sur restes humains, de la rareté du matériel (animal) ancien disponible pour confirmer de telles suppositions.
Les épizooties du XIXe siècle offrent cependant l'occasion d'étudier les flux en pathogènes entre espèces domestiques et espèces sauvages. De même l'émergence d'épidémies humaines est très liée aux épisodes épizootiques (ex : Grippe A (H1N1) de 2009). Il fait de moins en moins de doute que les espèces anthropophiles servent de pont entre les réservoirs sauvages ayant tendance à éviter la présence humaine, jusqu'à nous et nos espèces domestiques.

## Écologie
Ces termes s'utilisent en écologie pour désigner la cohabitation plus ou moins ajustée à la présence humaine. En ce sens, les espèces synanthropiques ou anthropophiles recherchent parfois activement la présence humaine (ex : l'hirondelle de fenêtre niche principalement sur des constructions humaines et seulement occasionnellement sur des emplacements et conformations naturelles).
Une espèce synanthrope ou anthropophile, tend à tirer profit de la présence humaine de diverses manières. Selon le cas, ces espèces peuvent bénéficier, dans l'anthroposphère (ensemble des écosystèmes artificiels) ou à son voisinage immédiat, de conditions microclimatiques favorables, d'une réduction des pressions de prédation et de compétition, ou encore tirer bénéfice, de la présence humaine (par exemple recherche de nourriture dans des décharges, des mangeoires, des champs cultivés, en particulier durant la période des labours et des semis) ou d'autres espèces anthropophiles, commensales ou domestiques (par exemple en chassant d'autres espèces synanthropes), autant de facteurs qui impliquent une anthropisation du milieu.

### Relations avec l'Homme

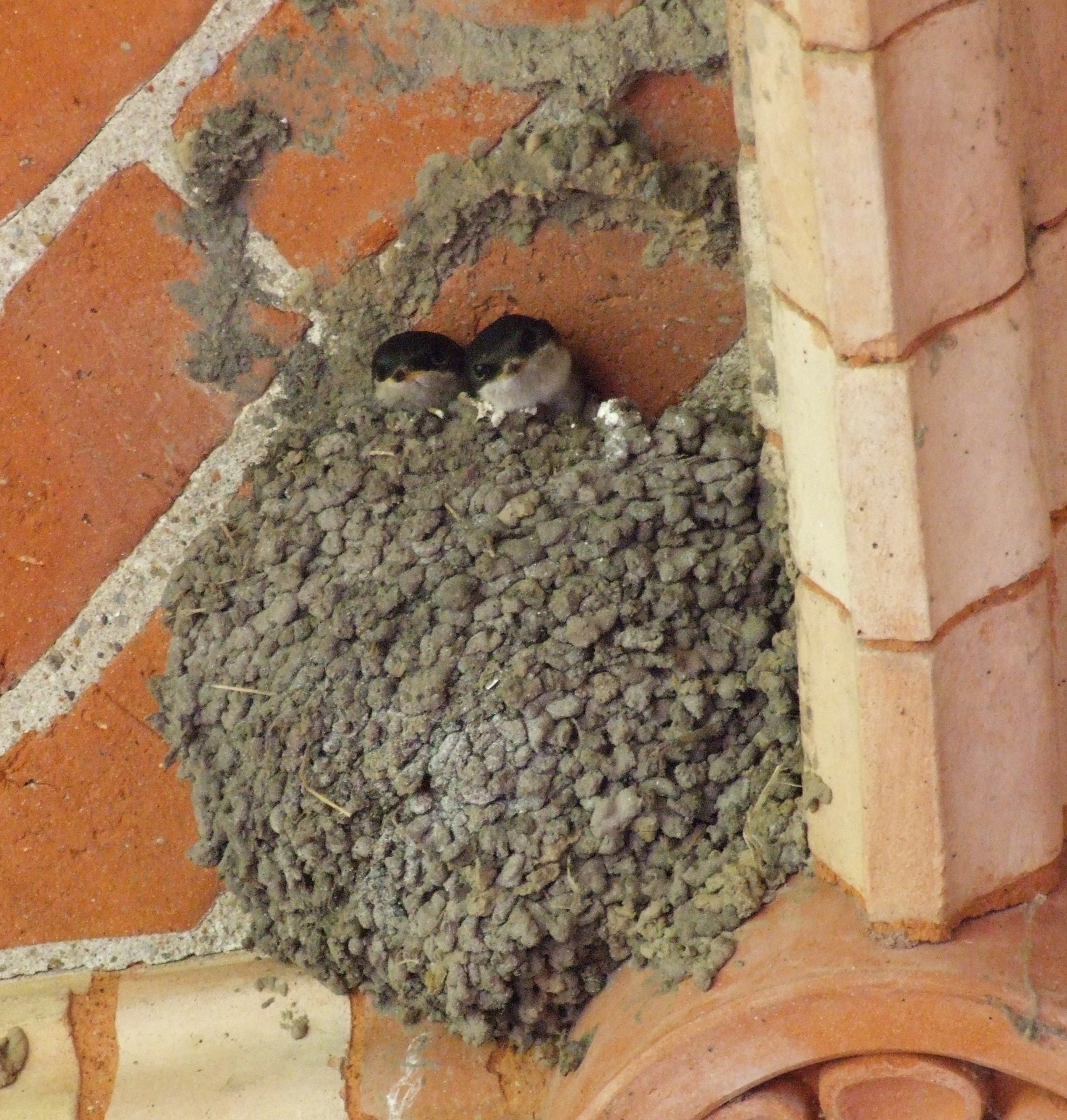
Certaines espèces d’hirondelles construisent leur nid presque exclusivement sur des constructions humaines (ici, un nid d’hirondelle de fenêtre au château de Schwerin, en Allemagne).

En théorie chez les animaux, ce terme s'applique pour des espèces :
1. sauvages ou retournées à l'état sauvage ;
2. qui vivent à proximité des humains ;
3. tirant un certain profit d'une quelconque association avec les humains (par exemple en mangeant sa nourriture, ses déchets ou en utilisant l'architecture et le bâti, ou l'agriculture, les décharges, ou les jardins comme habitats ou lieu de nidification).

La catégorie des synanthropes ne comprend donc pas les espèces domestiquées (tels que le chat, le chien ou les animaux d'élevages) mais elle inclut un grand nombre d'espèces considérées par les humains comme nuisibles ou déprédatrices. Certaines auteurs au contraire intègrent les animaux domestiques comme le chien, le chat ou encore le hamster dans les espèces anthropophiles.
Cependant, on peut aussi considérer dans un certain cas que l'homme retire un intérêt potentiel de la proximité de certaines de ces espèces (ex : les hirondelles des maisons mangent les moustiques et mouches qui risquent d'infecter les animaux domestiques ; les araignées comme la Steatoda grossa en consommant des espèces nuisibles peuvent être considérées comme utiles ; des espèces détritivores peuvent être vecteur d'épidémies, mais semblent aussi jouer un rôle d'éboueurs). Ainsi les animaux synanthropes ne sont pas automatiquement considérés comme nuisibles (ex : les coutumes de plusieurs régions africaines considèrent les araignées des maisons comme une bénédiction, ce qui peut se comprendre aisément car elles mangent les moustiques et mouches vecteurs de maladies).

### Espèces eusynanthropes et hémisynanthropes
Les espèces hémisynanthropes ont une association à l'homme moins étroite. Elles peuvent vivre en dehors du milieu domestique mais, à l'occasion, interagissent avec l'homme (exemple : la mouche soldat noire). Elles se distinguent des espèces eusynanthropes qui vivent dans l'habitation humaine.

#### Changements comportementaux
Les espèces en voie de synanthropisation ou déjà synanthropes (préférence plus que tolérance de la présence humaine) tendent à exhiber des différences comportementales par rapport à leurs habitudes en milieu non-anthropisé. Cela peut aller de l'indifférence/tolérance aux activités humaines (bruits, odeurs, mouvements...) qui en temps normal sont des stimuli de fuite, jusqu'à changer certains rythmes et comportements tel le cycle veille-sommeil.

### Études d'impacts
Le caractère d'abondance en nombre espèces est de moins en moins retenu comme seul critère d'évaluation de la biodiversité. Les études évaluent maintenant la diversité en s'appuyant sur deux facteurs : la richesse spécifique et l'abondance relative. Le premier s'attache au seul dénombrement d'espèces présentes, le deuxième au dénombrement par espèce rapporté au total des espèces identifiées/dénombrées. Par comparaison, deux milieux présentant le même nombre d'espèce mais avec des proportions différentes présentent donc une biodiversité finalement différente.
Le caractère anthropophile ou anthropophobe des espèces fait de plus en plus partie des éléments suivis lors d'études d'impact. En effet les écologues ont noté une uniformisation grandissante des communautés d'espèces, un phénomène inquiétant et particulièrement prégnant concernant les espèces à faible répartition versus les espèces à large répartition. Les espèces ayant tendance à éviter la présence humaine se déplacent ou disparaissent, au profit d'espèces plus tolérantes ou ayant une affinité envers les perturbations provoquées par la présence humaine chronique. Elles présentent donc naturellement des distributions et évolutions diamétralement opposées par rapport aux perturbations anthropogéniques.
Enfin, on observe une consanguinité tendant à être plus importante dans les populations synanthropisées, bien que le degré varie en fonction des espèces étudiées. Il est donc important de prendre en compte les besoins de ces espèces qui, malgré leur anthropophilies, peuvent parfois être menacées de disparition au moins à l'échelon local en fonction des aménagements anthropiques.